# Surojoyo (Candimulyo)
Surojoyo is een bestuurslaag in het regentschap Magelang van de provincie Midden-Java, Indonesië. Surojoyo telt 2486 inwoners (volkstelling 2010).